# Kølby
Kølby is een plaats in de Deense regio Noord-Jutland, gemeente Aalborg, en telt 208 inwoners (2007).